# Parafia św. Wawrzyńca w Gnieźnie
Parafia św. Wawrzyńca – rzymskokatolicka parafia mieszcząca się przy ulicy Św. Wawrzyńca 8 w Gnieźnie, należąca do dekanatu gnieźnieńskiego I w archidiecezji gnieźnieńskiej.

## Historia parafii
Parafia św. Wawrzyńca  w Gnieźnie. Pierwszy dokument wydany przez Bolesława Pobożnego, mówiący o parafii, pochodzi z 1255 roku. Początkowo kościół parafialny był drewniany. Kiedy w XVI wieku, drewniany kościół spłonął, w jego miejsce została wybudowana nowa, jednonawowa świątynia. W 1817 roku budowla została odnowiona, a w 1896 roku rozbudowany i powiększony o 2 nawy. W tym czasie parafia swoim zasięgiem obejmowała spory obszar. Dokument "BreVis descriptio historico – geographica Ecclesiarum Archidioecesis Gnesnensis et Posnanensis", autorstwa księdza Jana Korytkowskiego z 1888 roku, mówi że do parafii oprócz części Gniezna, należały miejscowości: Cielimowo, Dalki, Drachowo, Drachówko, Dziekanka, Gurowo, Gurówko, Goczałkowo, Mnichowo, Mnichowskie Huby, Piekary, Skiereszewo, Skiereszewko, Woźniki.
W 1917 roku proboszczem parafii został ksiądz Mieczysław Bielawski. Za jego czasów zakończono rozbudowę i przebudowę kościoła. W tym samym roku kościół został konsekrowany przez księdza biskupa Wilhelma Kloske.
W 1945 roku zostały odłączone od parafii miejscowości: Piekary, Kustodia, Skiereszewo i Skiereszewko. W 1946 roku, wskutek erygowania nowych parafii, odłączone zostały ulice części Gniezna oraz kolejne miejscowości: Cielimowo, Gurowo, Gurówko, Drachowo, Drachówko i Goczałkowo. 
Obecnie proboszczem parafii jest ksiądz kanonik profesor Franciszek Jabłoński. 

## Liczebność i zasięg parafii
Parafia swym zasięgiem duszpasterskim obejmuje:
- ul. Bednarski Rynek
- ul. Cierpięgi
- ul. Czysta
- ul. Dalkoska
- ul. Garbarska
- ul. Jeziorna
- ul. Konopnickiej
- ul. Kościuszki (część)
- ul. Krótka
- ul. Łąkowa
- ul. Mnichowska
- ul. Okulickiego
- ul. Plac Józefa Piłsudskiego
- ul. Polna
- ul. Skrajna
- ul. Warszawska (część)
- ul. św. Wawrzyńca (część)
- ul. Witkowska (numery parzyste)
- ul. Wrzesińska (część)
- ul. Zaułek (część)
- wieś Dalki
- wieś Mnichowo
- wieś Woźniki[2]

## Inne kościoły i kaplice
- Kaplica św. Wawrzyńca na cmentarzu parafialnym w Gnieźnie,
- Kaplica w Domu Pomocy Społecznej,
- Kaplica NSPJ  w Domu Sióstr Elżbietanek w Gnieźnie[3].